# Joëlle van Koetsveld van Ankeren
Joëlle van Koetsveld van Ankeren (Amsterdam, 2 juni 1973) is een Nederlands voormalig shorttrackschaatsster.
Van Koetsveld van Ankeren werd als juniorenkampioene toegevoegd aan de selectie voor de Olympische Winterspelen 1988 waar shorttrack een demonstratiesport was. Op alle afstanden strandde ze in de voorronde en met het Nederlands team werd ze zesde en laatste op de aflossing. In 1989 en 1990 won Van Koetsveld van Ankeren het Nederlands kampioenschap shorttrack. Ze won de Europa Cup in 1990, de voorloper van het Europees kampioenschap. Op het Wereldkampioenschap shorttrack (individueel) 1990 won ze de 3.000 meter en werd ze tweede in het eindklassement achter Sylvie Daigle. Van Koetsveld van Ankeren nam deel aan de Olympische Winterspelen 1992, waar shorttrack een officieel onderdeel was geworden. Op de 500 meter werd ze dertiende en met het Nederlands team zesde op de aflossing. Gedurende haar gehele loopbaan werd Van Koetsveld van Ankeren geplaagd door knieblessures en bijgaande operaties, opgelopen op vijftienjarige leeftijd tijdens een val op het wereldkampioenschap in 1989. In 1995 kwam het, na in totaal acht operaties, tot een conflict over het mogen dragen van een brace en stopte ze met shorttrack. Hierna was Van Koetsveld van Ankeren nog actief in het shortrack als trainster en coach en daarnaast begon ze een schoonheidssalon.